# مدرسة الطب البيطري بجامعة بنسلفانيا
تأسست مدرسة الطب البيطري بجامعة بنسلفانيا (بالإنجليزية: University of Pennsylvania School of Veterinary Medicine)‏ والتي يشار إليها عمومًا باسم Penn Vet ، عام 1884. لديها حرمين جامعيين. يقع الحرم الجامعي الرئيسي في فيلادلفيا، ويقع الحرم الجامعي الثاني في ساحة كينيت بولاية بنسلفانيا.
يحضر طلاب الطب البيطري في السنة الأولى والثانية والثالثة الصفوف في حرم جامعة فيلادلفيا، كما أنها مكان للعديد من مرافق البحث بالإضافة إلى مستشفى ماثيو جيه رايان البيطري وهو مستشفى تعليمي بيطري.
يقع الحرم الثاني للمدرسة بمركز بولتون الجديد على مساحة 700 فدان من بمقاطعة تشيستر الريفية ببنسلفانيا وهو موقع مستشفى جورج د.
تخرج أكثر من 6000 طبيب بيطري من المدرسة، هي المدرسة البيطرية الوحيدة في ولاية بنسلفانيا وتمنح درجة طبيب بيطري (VMD) بدلاً من دكتوراه في الطب البيطري (DVM). كما يقدم برنامج دكتوراه علوم في الطب البيطري وبرنامج VMD-MBA.

## روابط خارجية
- الموقع الرسمي